# Children of the World
Children of the World släpptes i september 1976 och var den brittisk-australiensiska popgruppen Bee Gees tolfte album. Den första singeln, "You Should Be Dancing", blev nummer ett. Albumet sålde över 2,5 miljoner exemplar.

## Låtlista
Sida ett
1. "You Should Be Dancing" – 4:17
2. "You Stepped Into My Life" – 3:28
3. "Love So Right" – 3:39
4. "Lovers" – 3:38
5. "Can't Keep a Good Man Down" – 4:46

Sida två
1. "Boogie Child" – 4:14
2. "Love Me" – 4:03
3. "Subway" – 4:26
4. "The Way it Was" – 3:21 (Barry Gibb/Robin Gibb/Maurice Gibb/Blue Weaver)
5. "Children of the World" – 3:07

Alla kompositioner av Barry, Robin och Maurice Gibb om inget annat angivits.

## Medverkande musiker
- Barry Gibb - Gitarr, sång
- Robin Gibb - sång
- Maurice Gibb - Basgitarr, sång
- Gary Brown - Saxofon
- Dennis Bryon - trummor
- Alan Kendall - gitarr
- Joe Lala - slagverk
- George Perry - gitarr
- Stephen Stills - slagverk
- Blue Weaver - keyboard, Moog synthesizer, Arp